# Fulár (tkanina)
Fulár je tenká, měkká tkanina, původně z gréžového hedvábí  v osnově a v útku z tramy (skaného hedvábí) nebo z šapé.
V posledních desetiletích se fulár vyrábí také z chemických filamentů. Zboží se tká nejčastěji v pětivazném atlasu nebo v odvozené keprové vazbě, tkanina může být jednobarevná, často bývá potištěná nebo ručně pomalovaná. Tkaniny tohoto druhu pocházejí pravděpodobně z Dálného východu. 

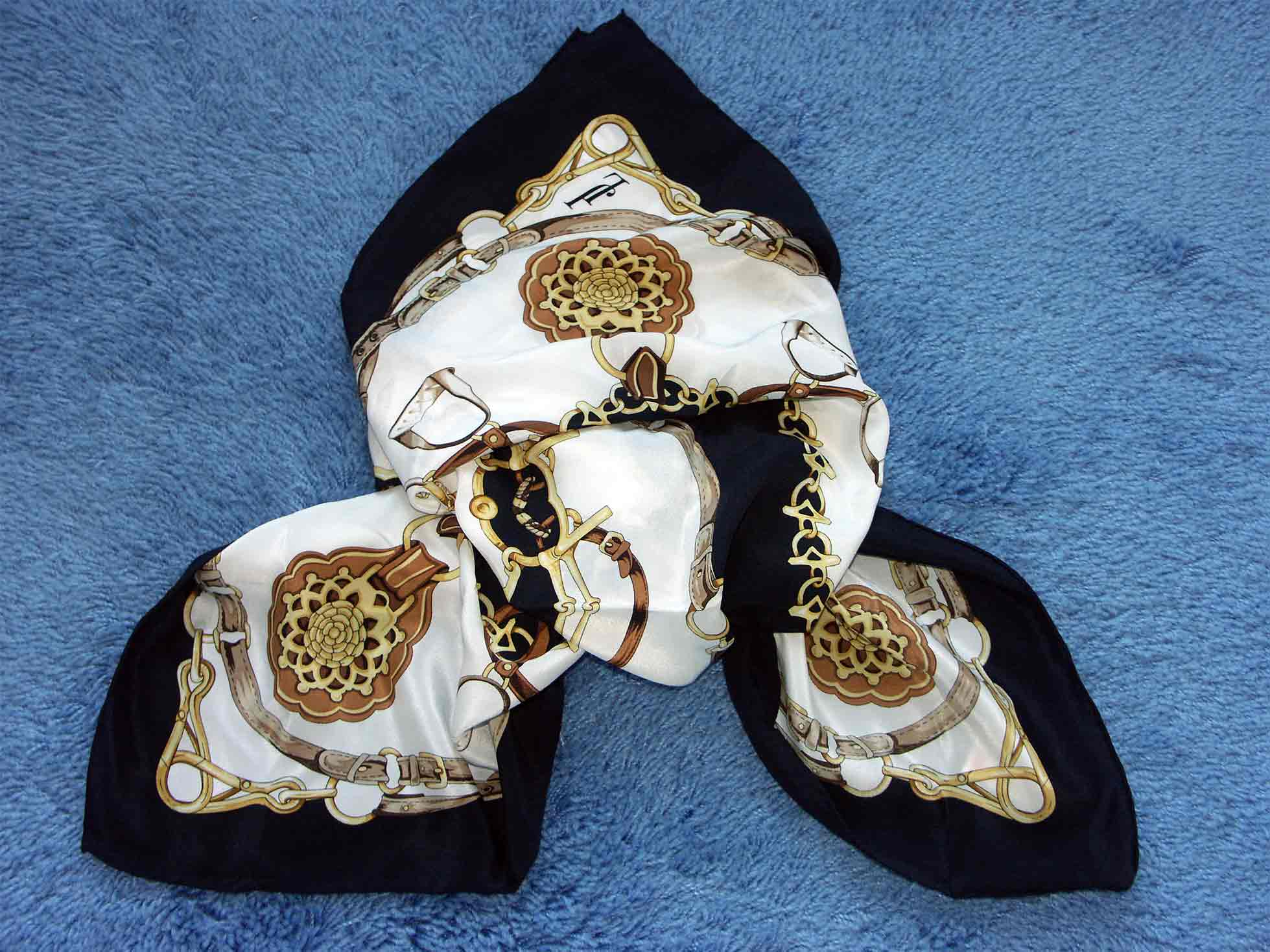
Fulár s klasickým vzorem "ekvipáž" (2006)

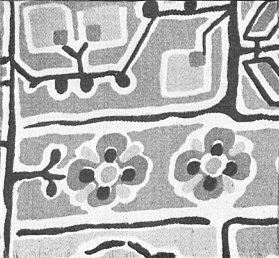
Fulardin asi z roku 1925 (osnova 8,5 tex, útek 7,4 tex)

Použití: šátky (viz snímek vpravo), šály, šatovky, kravaty 
Podle některých definicí (např. Denninger/Giese) je fulár také tkanina s malými výraznými motivy, odvozenými od orientálních vzorů, používaná výhradně na kravaty. Zboží se potiskuje nebo tká žakárovou technikou.

## Označení fulár v odvozeném nebo zvláštním významu
V němčině a francouzštině se označení fulár (Foulard) používá také (jen) pro šátky z přírodního nebo umělého hedvábí v široké škále vazeb a textilních úprav.
Fulardin je potištěná tkanina z jemné bavlněné příze v atlasové vazbě, s leskem získaným mercerací nebo úpravou s pomocí fuláru.